# Майер-Россиньоль, Николя
Николя Майер-Россиньоль (фр. Nicolas Mayer-Rossignol; род. 8 апреля 1977, Бордо) — французский политик, мэр Руана (с 2020).

## Биография
Первые пять лет жизни провёл в столице Мали Бамако, где преподавала его мать. Учился в парижской Высшей нормальной школе, затем в Лионе и в Стэнфордском университете, получил степень агреже по биологии и геологии, квалификацию горного инженера и специалиста в области геномики. Работал в аппарате Европейской комиссии, позднее стал сотрудничать с Лораном Фабиусом, в период работы Фабиуса в должности министра иностранных дел являлся его экономическим советником.
Член Социалистической партии, активист альтерглобалистской организации ATTAC. В 2010 году избран депутатом регионального совета Верхней Нормандии, в 2013 году стал его председателем, в 2015 году возглавил список социалистов на региональных выборах и с 2016 года являлся депутатом регионального совета Нормандии.
15 марта 2020 года в первом туре муниципальных выборов в Руане возглавлял список социалистов, который добился наилучшего результата среди всех соперников: 29,9 % голосов. 28 июня второй тур голосования, на который социалисты пошли в союзе с партией Европа Экология Зелёные, принёс убедительную победу новому политическому блоку с результатом 67,12 % (критики отметили феноменально высокий уровень абсентизма на этих выборах — явка составила около 30 %).
3 июля 2020 года депутаты муниципального совета с целью сохранения социальной дистанции в период коронавирусной инфекции COVID-19 собрались на первое заседание в большом зале консерватории и подавляющим большинством голосов избрали Майера-Россиньоля новым мэром Руана — из 55 человек 45 проголосовали «за», 10 бюллетеней были сданы незаполненными.
15 июля 2020 года в первом заседании нового состава совета метрополии Руан-Нормандия избран его председателем (будучи единственным кандидатом, получил 89 голосов из 125).
20 января 2023 года проиграл во втором туре выборов лидера Социалистической партии Оливье Фору с результатом 49,17 % и заявил, что ввиду обоюдных обвинений в нарушениях официальный результат голосования следовало объявить лишь по завершении работы согласительной комиссии.

## Книга
- La Gauche après la crise, J.-C. Gawsewitch, 2010 (avec Guillaume Bachelay).